# Verkündigungsfenster (La Chapelle-Janson)

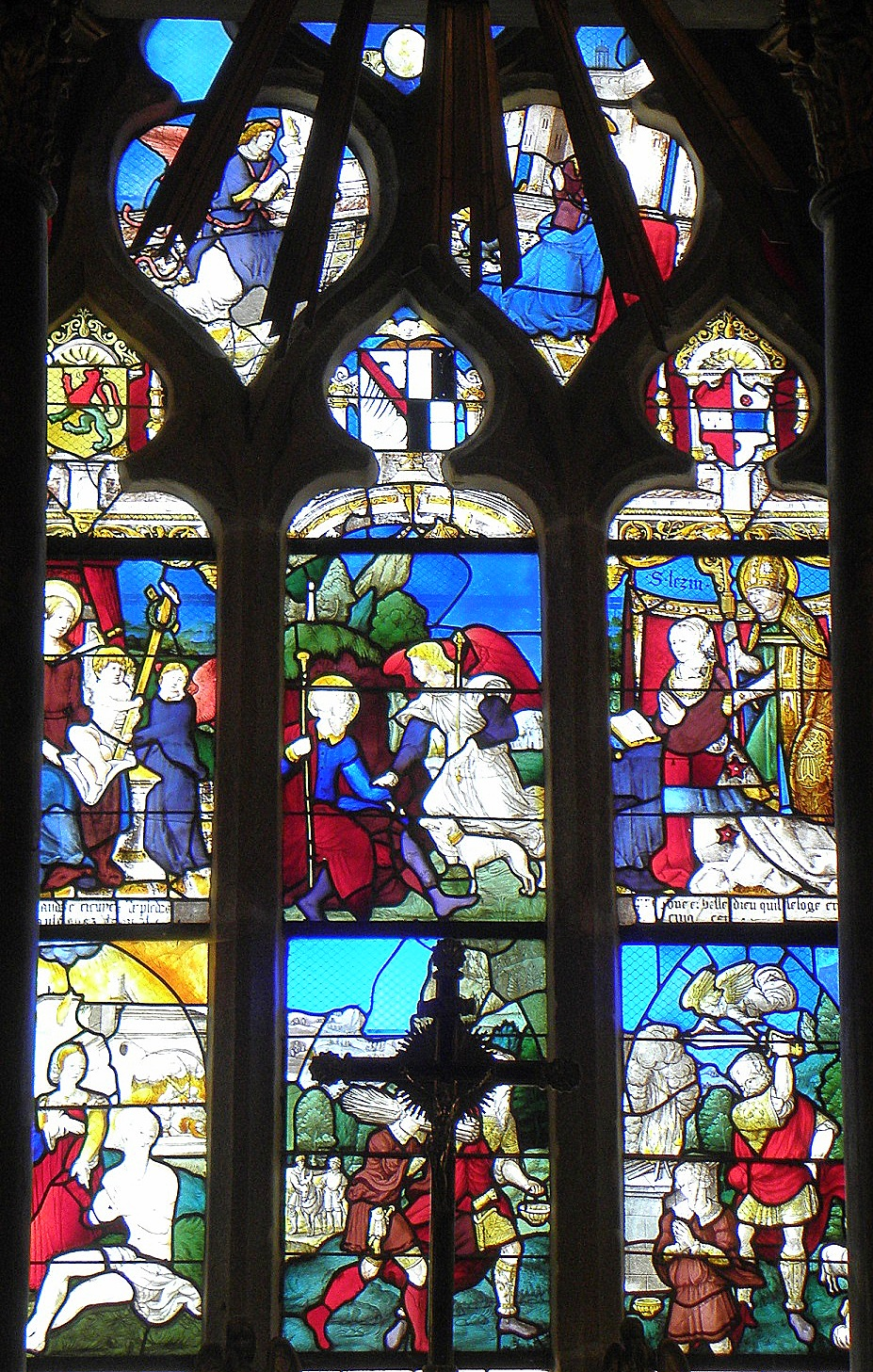
Fenster Verkündigung des Herrn in La Chapelle-Janson

Das Verkündigungsfenster in der katholischen Pfarrkirche St-Lézin in La Chapelle-Janson, einer französischen Gemeinde im Département Ille-et-Vilaine in der Region Bretagne, wurde zwischen 1550 und 1560 geschaffen. Das Bleiglasfenster wurde 1907 als Monument historique in die Liste der geschützten Objekte (Base Palissy) in Frankreich aufgenommen.
Das dreigeteilte Fenster an zentraler Stelle im Chor stammt aus einer unbekannten Werkstatt. Es stellt die Verkündigung des Herrn dar.
In der rechten Lanzette oben ist die kniende Stifterin Charlotte Ferré, Witwe von Claude de La Chapelle, mit dem heiligen Lézin, dem Patron der Kirche, zu sehen. Darüber ist ihr Wappen dargestellt.

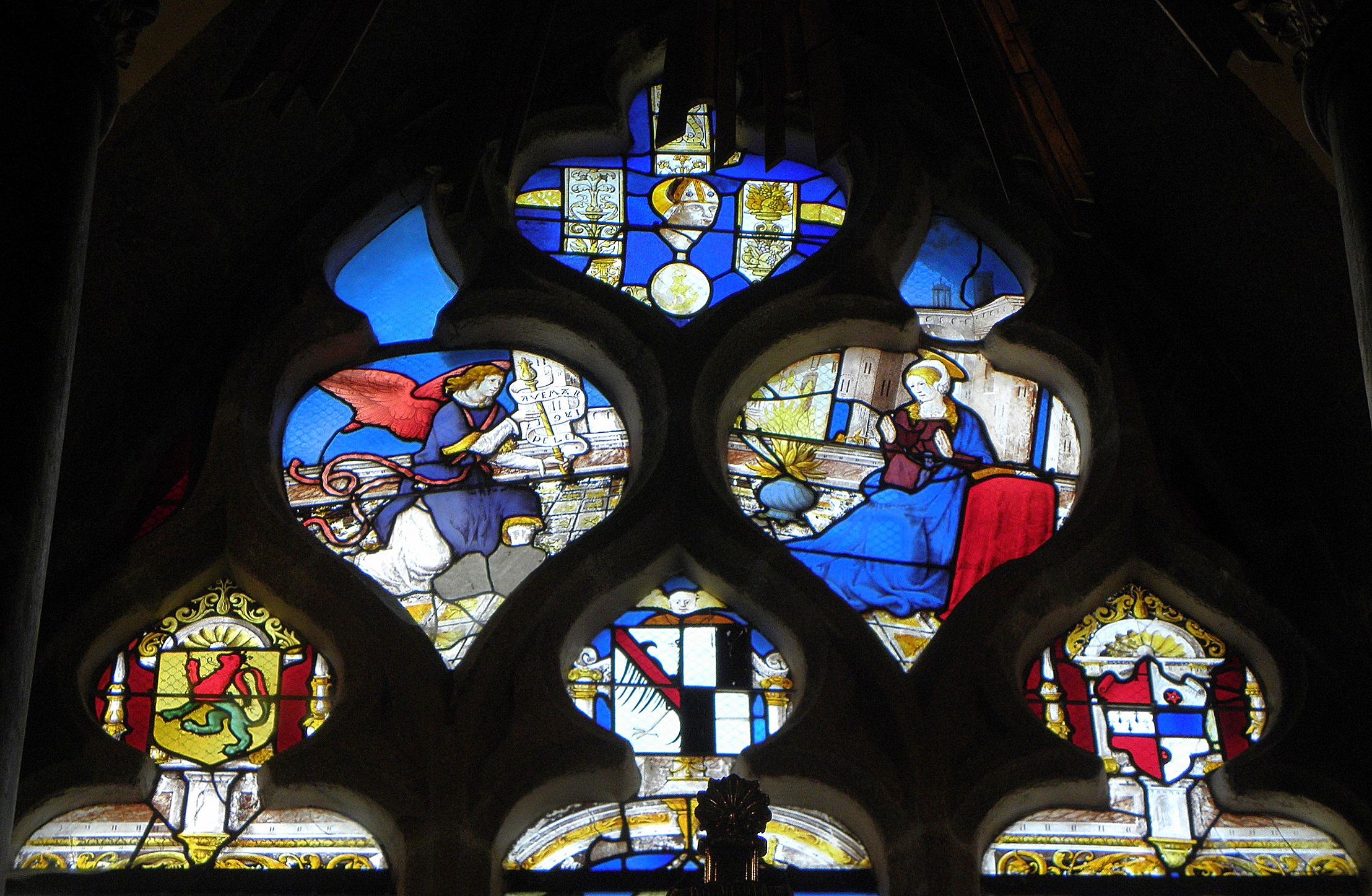
Maßwerk mit der Verkündigung des Herrn, darüber der Kopf des heiligen Claudius, und darunter die Wappen der Stifterfamilie
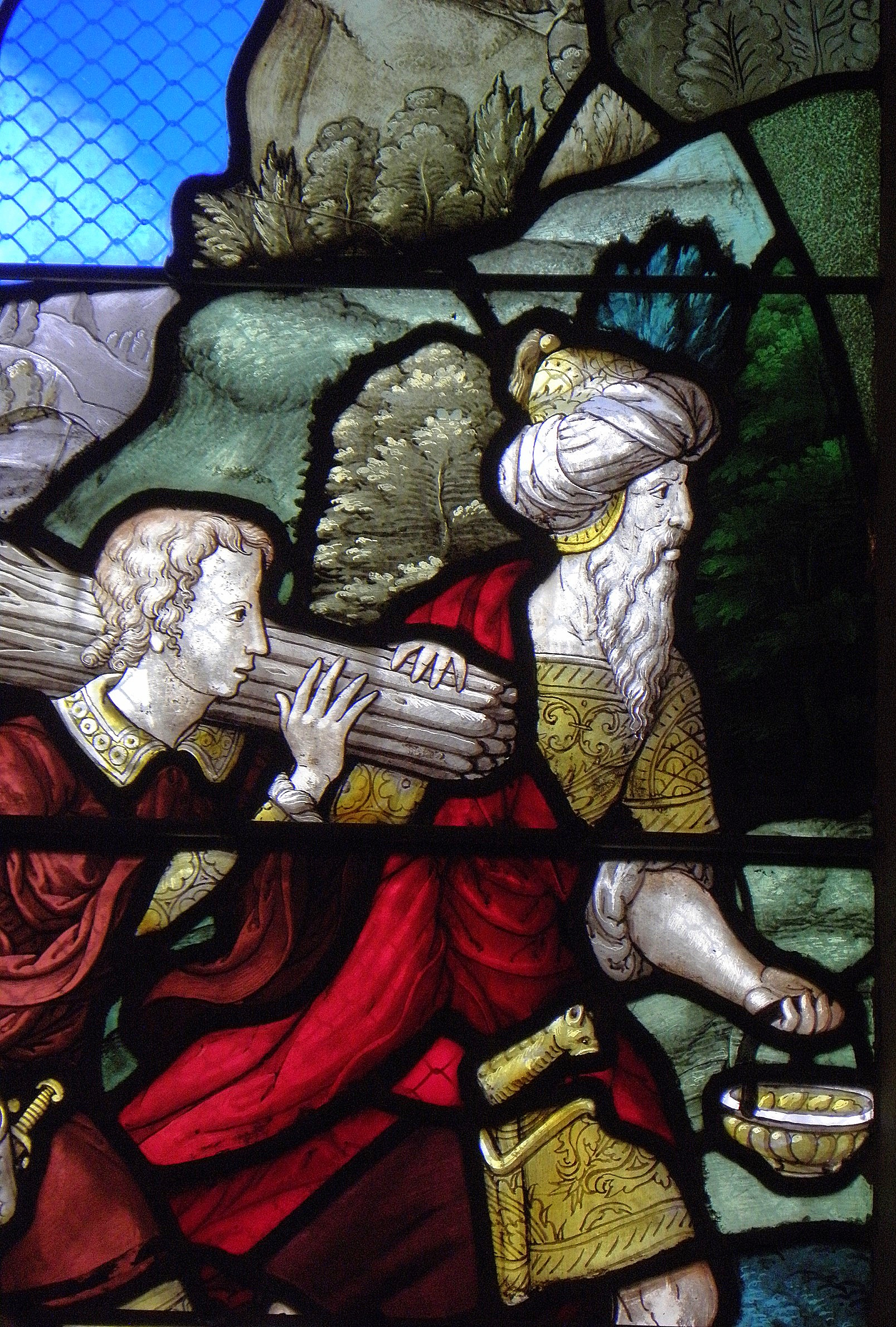
Abraham und Isaak
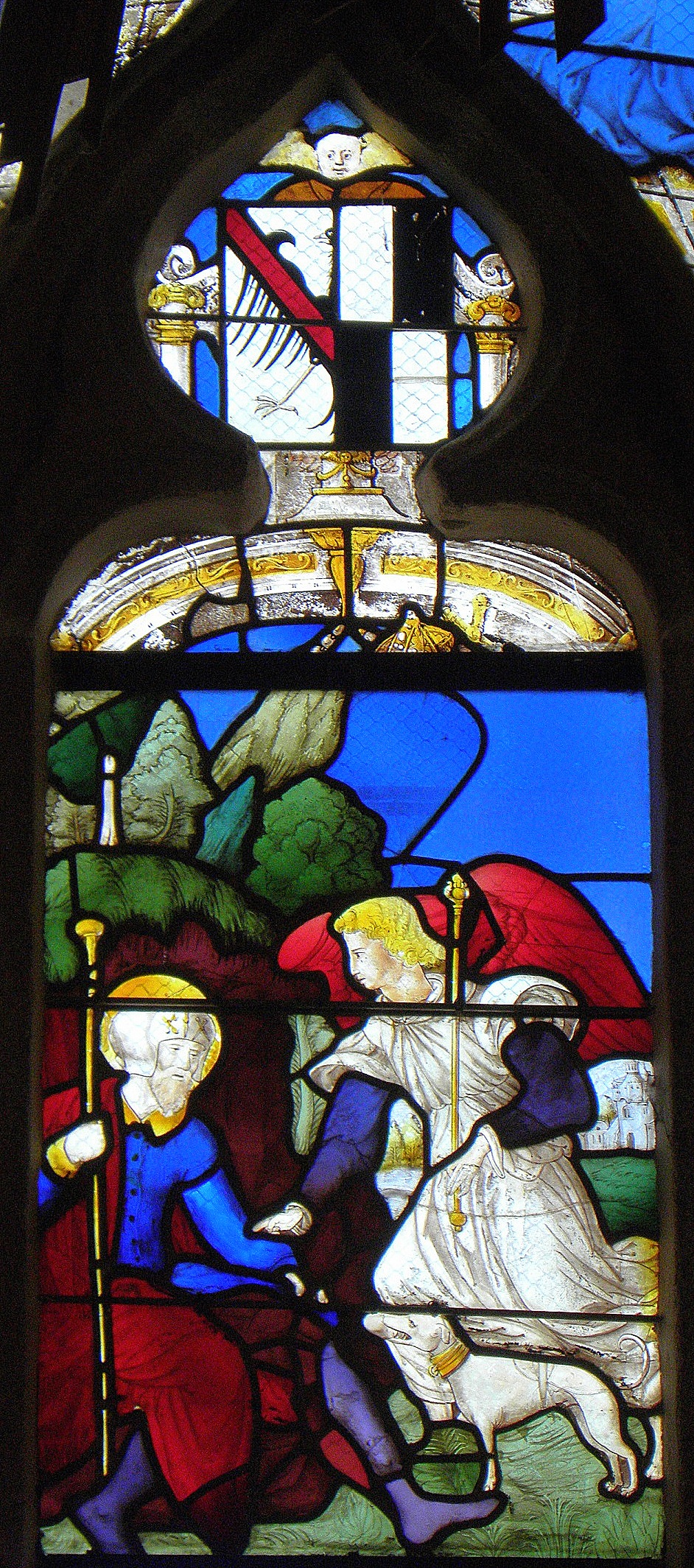
Heiliger Rochus nach seiner Heilung durch einen Engel
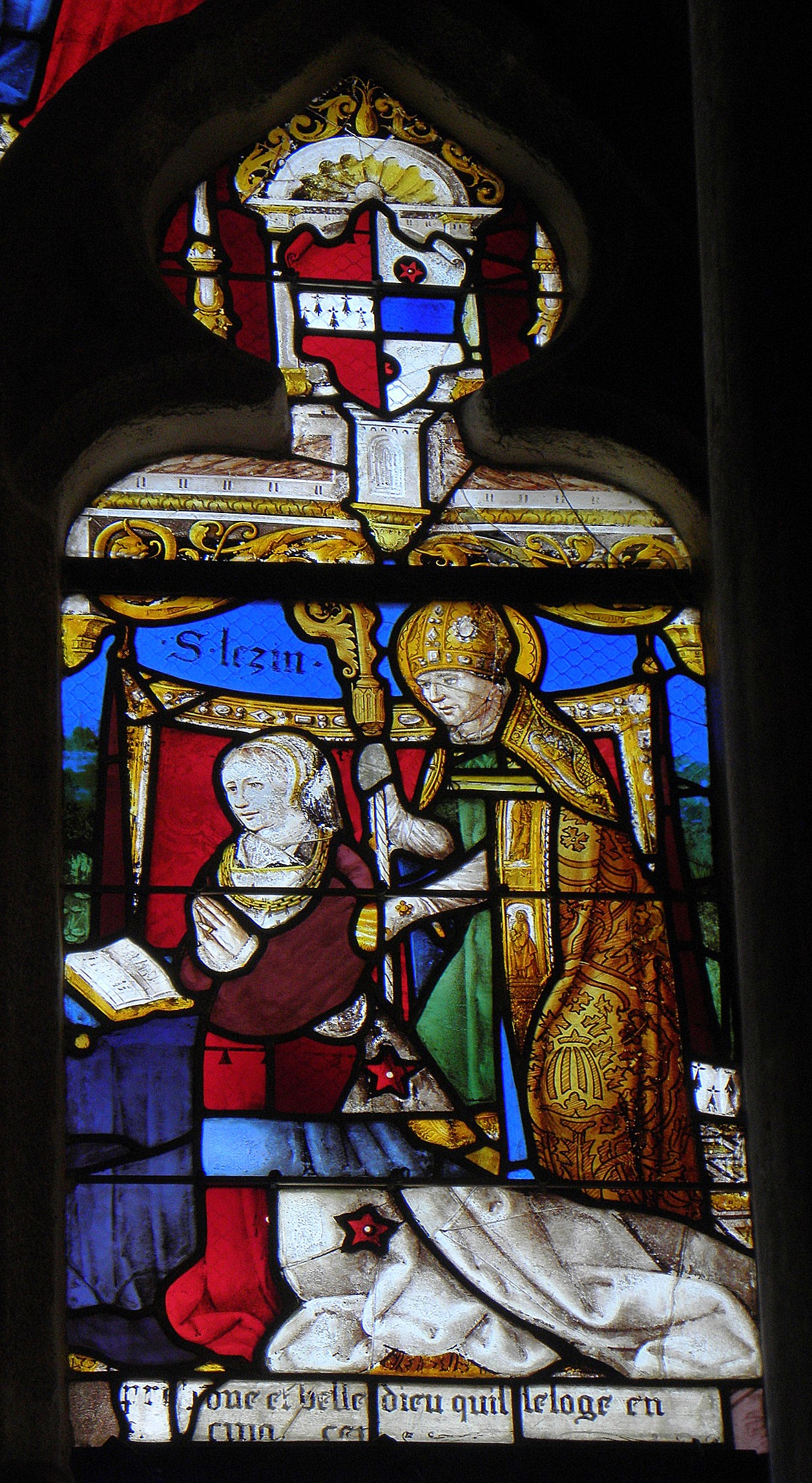
Stifterin Charlotte Ferré (Witwe von Claude de La Chapelle) mit dem heiligen Lézin, dem Patron der Kirche (darüber ihr Wappen)